# Sainte-Trie
Sainte-Trie – miejscowość i gmina we Francji, w regionie Nowa Akwitania, w departamencie Dordogne.
Według danych na rok 1990 gminę zamieszkiwało 118 osób, a gęstość zaludnienia wynosiła 11 osób/km² (wśród 2290 gmin Akwitanii Sainte-Trie plasuje się na 1058. miejscu pod względem liczby ludności, natomiast pod względem powierzchni na miejscu 1013.).